# ماجد جواد الجشي
ماجد جواد الجشي (ولد في 1931 في البحرين - توفي في 7 أكتوبر 2021 في البحرين) مهندس وسياسي بحريني. اشتهر بأنه أول مهندس بحريني يتخرج من الجامعة وأول مهندس خليجي عمل في مهنة الهندسة وتخصص فيها في منطقة الخليج العربي.

## النشأة والتعليم
وُلد الجشي في عام 1931.
نال شهادة البكالوريوس في الهندسة المدنية في عام 1955 من الجامعة الأميركية في بيروت. كان أول مهندس بحريني يتخرج من الجامعة وأول مهندس خليجي عمل في مهنة الهندسة وتخصص فيها في منطقة الخليج العربي.
أثناء وجوده في بيروت اعتنق الأفكار اليسارية لفترة بسيطة عبر الانتماء إلى جبهة التحرير الوطني - البحرين (حاليا جمعية المنبر الديمقراطي التقدمي) وساهم بالإضافة إلى علي فخرو في طباعة مجلة صوت البحرين وإيصالها إلى البحرين والخبر ودبي ومسقط وقطر.

## المسيرة المهنية والسياسية
في عام 1955 بدأ العمل بوظيفة مهندس في وزارة الأشغال. ثم عمل مهندس معماري في شركة مقاولات في قطر من 1957 إلى 1961. ثم عمل مهندس مشاريع لأعمال الطرق في وزارة الأشغال العامة في الكويت من 1961 إلى 1964. ثم عمل مهندس استشاري من 1964 إلى 1968. ثم عين مدير للأشغال العامة في أبوظبي من 1968 إلى 1970. ثم عاد للبحرين ليتم تعيينه مدير التخطيط في وزارة التنمية والخدمات الهندسية من 1970 إلى 1973. ثم ترقى إلى وكيل وزارة التنمية والخدمات الهندسية من 1973 إلى 1975. ثم عين وزير الأشغال والكهرباء والماء في عام 1975. ثم وزير الأشغال والزراعة في يونيو 1995. ثم وزير للدولة في يونيو 1999 حتى 2001. ثم عين مستشار لرئيس الوزراء خليفة بن سلمان بن حمد آل خليفة بدرجة وزير من 2001 إلى 2020. وقد جاء ابعاد الجشي عن تولى حقيبة وزارية إلى ممارسات ملك البحرين حمد بن عيسى بن سلمان آل خليفة في تقليل نفوذ وسيطرة عمه رئيس الوزراء على الحكومة واستبدالهم بأشخاص يدينون بالولاء للملك وليس لرئيس الوزراء كما حدث مع الجشي بينما تعيينه مستشار من دون تحديد المهام أو التخصص أو الدور الذي سيلعبه فإنه يتضح أن الموقع ما هو إلا تكريم له لولاءه لرئيس الوزراء الذي أظهره عبر سنين خدمته في وزارته منذ تكوينها في بداية السبعينيات.
كما تقلد عدة عضويات في عدة مؤسسات وهيئات منها جمعية المهندسين البحرينية في عام 1972 والمجلس الأعلى للنفط ومجلس أمناء مركز البحرين للدراسات والبحوث وجمعية البحرين للموسيقى الكلاسيكية ومجلس أمناء جامعة البحرين واللجنة العليا لمكتبة الشيخ عيسى.

## الوفاة
توفي الجشي في يوم الخميس 7 أكتوبر 2021 الموافق 1 ربيع الأول 1443 هجرية عن عمر ناهز 90 سنة.